# Asperjoc
Asperjoc ist eine Ortschaft und eine ehemalige französische Gemeinde mit 355 (Stand: 1. Januar 2022) im Département Ardèche in der Region Auvergne-Rhône-Alpes.
Mit Wirkung vom 1. Januar 2019 wurden die ehemaligen Gemeinden Antraigues-sur-Volane und Asperjoc zur Commune nouvelle Vallées-d’Antraigues-Asperjoc zusammengeschlossen und haben in der neuen Gemeinde der Status einer Commune déléguée. Der Verwaltungssitz befindet sich im Ort Antraigues-sur-Volane.

## Geografie
Die Commune déléguée setzt sich aus vielen zerstreuten Orten zusammen und liegt umringt von den grünen, bewaldeten Gebirgszügen der Cevennen. Sie ist Teil des Regionalen Naturparks Monts d’Ardèche. Asperjoc befindet sich im Tal der Flüsse Bézorgues und Volane und wird durch ein bergiges Massiv von den umliegenden Gemeinden Vals-les-Bains und Ucel begrenzt. Die nächstgrößere Stadt ist Aubenas in acht Kilometern Entfernung Richtung Südosten.

## Geschichte
Der Ort wurde zum ersten Mal im 12. Jahrhundert erwähnt.
Im 13. Jahrhundert wurde die Gemeinde von zwei Besitzern verwaltet, ehe das Dorf ab dem 17. Jahrhundert zum Besitz der Familie Antraigues gehörte.
In der zweiten Hälfte des 19. Jahrhunderts wurden Schritt für Schritt Fabriken zur Verarbeitung von Wolle aufgebaut, sodass der Ort zeitweise bis zu elf Spinnereien zählte.

### Bevölkerungsentwicklung
| Jahr                       | 1962 | 1968 | 1975 | 1982 | 1990 | 1999 | 2006 | 2016 |
| Einwohner                  | 453  | 405  | 407  | 364  | 370  | 361  | 336  | 408  |
| Quellen: Cassini und INSEE |      |      |      |      |      |      |      |      |

## Kultur und Sehenswürdigkeiten
Sehenswerte Bauwerke der Gemeinde sind die Kirche aus dem 19. Jahrhundert sowie die Kapellen von Autagnet und Pont-de-Bridou.
Besondere Ausflugsziele in der Natur, stellen die Cascade de la Chaise du Diable (Kaskade des Teufelsstuhl) und verschiedene eisenhaltige Wasserquellen dar.

## Wirtschaft und Infrastruktur
Ein Teil der Bevölkerung arbeitet in der Landwirtschaft.
1946 wurde ein magnesiumhaltiges Mineralwasser mit dem Namen La Reine des Basaltes von Marius Veyrenc entdeckt und abgebaut. Es soll die Verdauung anregen.